# Alo
Alo (em nórdico antigo: Ole, Åle, Áli; em inglês antigo: Onela), também conhecido como Alo de Uplândia (em nórdico antigo: Áli hinn Upplenzki), foi um rei lendário da Suécia no século VI. Está referido na Ynglingatal do historiador islandês Tjodolfo de Hvinir do século IX e no poema anglo-saxão Beovulfo.
Pertenceu à Casa dos Inglingos, sendo filho do rei Egil e irmão do rei Ótaro Corvo de Madeira. Segundo o cronista islandês Snorri Sturluson do século XIII, Ale foi derrotado e morto pelo sobrinho Adelo na superfície gelada do lago Vener.